# Catarhoe tadzhikaria
Catarhoe tadzhikaria är en fjärilsart som beskrevs av Shchetkin 1956. Catarhoe tadzhikaria ingår i släktet Catarhoe och familjen mätare. Inga underarter finns listade i Catalogue of Life.